# Kurtwood Smith
assinatura
Kurtwood Larson Smith (nascido a 3 de julho de 1943) é um ator norte-americano de televisão e cinema. É conhecido por interpretar Clarence Boddicker em RoboCop - O Polícia do Futuro (1987), Robert Griggs em Rambo III (1988) e Red Forman em That '70s Show - Que Loucura de Família (1998–2006), mas também por diversos papéis em filmes de ficção científica e séries televisivas como Lou Grant, Star Trek - O Caminho das Estrelas, X-Files: Ficheiros Secretos, 24, Patriot e The Ranch . Como ator de voz, interpretou Gene em Regular Show (2012–2017).

## Infância e Educação
Smith nasceu em New Lisbon, Wisconsin, filho de Mabel Annette Lund e George Smith. A sua mãe era fã de um cantor country dos anos 40 chamado Kurt (ou Curt). No entanto, achou "Kurt Smith" demasiado curto, pelo que acrescentou "wood" ao final do nome. O pai de Smith foi Major durante a 2ª Guerra Mundial, tendo falecido em combate na Europa, em 1945.
Smith cresceu no Vale de São Fernando, na Califórnia, tendo completado o ensino secundário no Liceu Canoga Park em 1961. No ensino superior, Smith obteve um Bachalerato em Artes na Universidade Estadual de San Jose em 1965 e um Mestrado em Belas Artes na Universidade Stanford em 1969.

## Carreira
No palco, Smith ganhou três Prémios Drama-Logue pelas suas performances em Billy Budd, Os Loucos Divertem-se e Verdes Crescem os Lilases. Na sua carreira no ecrã, interpretou o vilão Clarence Boddicker no filme de ação e ficção científica  RoboCop - O Polícia do Futuro, de Paul Verhoeven, e Red Forman na sitcom That '70s Show - Que Loucura de Família, entre 1998 e 2006. Posteriormente, Smith interpretou o senador Blaine Mayer na 7ª temporada de 24 e Dick Clayton em Worst Week - Uma Semana do Pior . Teve um papel recorrente como um agente rebelde do FBI nas temporadas 3 a 5 da série Medium, surgindo em episódios posteriores como um fantasma após a morte do seu personagem. Smith protagonizou, como Henry Langston, a série de drama e ficção científica Ressurrection - Os Regressados, que durou 2 temporadas (2014-15). Participou também na comédia dramática Patriot, de 2015 a 2018, interpretando Leslie Claret.
Alguns dos seus outros papéis incluem: o líder do Ku Klux Klan, Stump Sisson, em Tempo de Matar; Mr. Sue na série de comédia e espionagem As Novas Aventuras de Beans Baxter; Xerife Deegan em Os Cães Guerreiros; e o pai rigoroso de Neil (Robert Sean Leonard) em O Clube dos Poetas Mortos. Além disso, desempenhou diversos papéis no Universo Star Trek: Presidente da Federação em Star Trek VI: O Continente Desconhecido, o cardassiano Thrax em Star Trek: Deep Space Nine, e um cientista Krenim chamado Annorax em Star Trek: Voyager.
Smith possui também um extenso currículo como ator de voz, tanto em videojogos como Fallout Tactics: Brotherhood of Steel e FreeSpace 2 como em várias séries de animação - deu voz ao vingativo Agente Dick na série de claymation Gary & Mike, ao dinossauro General Galapagos em Terrible Thunderlizards, a Bob Johnson em Squirrel Boy, a Kanjar Ro em Lanterna Verde: Primeiro Voo e a Carpenter K. Smith em Ultra City Smiths.
Mais recentemente, Smith participou na série da Netflix The Ranch como Mr. Peterson, um agricultor com um tumor cerebral em estado terminal. Em 2023, voltou a interpretar o papel de Red Forman em That '90s Show, uma sequela de That '70s Show.

## Filmografia

### Filmes
| Ano  | Título                                  | Papel                                     | Notas                             |
| ---- | --------------------------------------- | ----------------------------------------- | --------------------------------- |
| 1980 | Os Loucos Caminhos do Rock              | Segurança                                 |                                   |
| 1981 | Zoot Suit                               | Sargento Smith                            |                                   |
| 1983 | A Febre Continua...                     | Coreógrafo                                |                                   |
| 1983 | Going Berserk                           | Clarence                                  |                                   |
| 1984 | O Segredo do Deserto                    | Carson                                    |                                   |
| 1987 | RoboCop - O Polícia do Futuro           | Clarence Boddicker                        |                                   |
| 1987 | The Delos Adventure                     | Arthur McNeil                             |                                   |
| 1988 | Rambo III                               | Robert Griggs                             |                                   |
| 1988 | Dois Idiotas em Hollywood               | Procurador                                |                                   |
| 1989 | Veredicto Final                         | Robert Reynard                            |                                   |
| 1989 | O Clube dos Poetas Mortos               | Mr. Perry                                 |                                   |
| 1989 | Heart of Dixie                          | Professor Flournoy                        |                                   |
| 1990 | Um Assalto Genial                       | Russ Crane / Vince Lombino                |                                   |
| 1991 | Oscar - A Mala das Trapalhadas          | Tenente Toomey                            |                                   |
| 1991 | Estranha Aliança                        | Elliot Jaffe                              |                                   |
| 1991 | Star Trek VI: O Continente Desconhecido | Presidente da Federação                   |                                   |
| 1991 | Sombras e Nevoeiro                      | Seguidor de Vogel                         |                                   |
| 1992 | Prisão de Alta Segurança                | Diretor da Prisão Poe                     |                                   |
| 1993 | Paixão Selvagem                         | Dr. Alan Harrison                         |                                   |
| 1993 | Paixão Sem Limites                      | Cliff Forrester                           |                                   |
| 1993 | Almas e Um Desejo                       | Patterson                                 | Sem créditos                      |
| 1993 | RoboCop 3 - Fora da Lei                 | Clarence Boddicker                        | Cenas de arquivo do filme de 1987 |
| 1994 | Dead on Sight                           | Julian Thompson                           |                                   |
| 1995 | Disposta a Tudo                         | Earl Stone                                |                                   |
| 1995 | Força em Alerta 2                       | General Stanley Cooper                    |                                   |
| 1995 | Os Cães Guerreiros                      | Xerife Deegan                             |                                   |
| 1996 | Caminhos Mal Traçados                   | Norm Stoney                               |                                   |
| 1996 | Operação Flecha Quebrada                | Secretário de Defesa Baird                |                                   |
| 1996 | Tempo de Matar                          | Stump Sisson                              |                                   |
| 1997 | Prefontaine                             | Curtis Cunningham                         |                                   |
| 1998 | Shelter                                 | Tom Cantrell                              |                                   |
| 1998 | Impacto Profundo                        | Otis Hefter                               |                                   |
| 1999 | Vida Interrompida                       | Dr. Crumble                               |                                   |
| 2002 | O Piquenique de Teddy Bears             | Secretário dos Transportes William Easter |                                   |
| 2004 | O Mito                                  | Dr. Theodore Rosen                        |                                   |
| 2005 | O Problema com Dee Dee                  | William Rutherford                        |                                   |
| 2006 | Hard Scrambled                          | Benno                                     |                                   |
| 2007 | Nível de Entrada                        | Nick                                      |                                   |
| 2009 | Lanterna Verde: Primeiro Voo            | Kanjar Ro (voz)                           |                                   |
| 2009 | Todos no Bunker                         | Adolf Hitler (voz)                        | Curta-Metragem                    |
| 2011 | Bem-vindo a Cedar Rapids                | Orin Helgesson                            |                                   |
| 2012 | Homens numa Caixa                       | Dr. Skinner                               | Curta-Metragem                    |
| 2012 | Hitchcock                               | Geoffrey Shurlock                         |                                   |
| 2013 | Turbo                                   | CEO (voz)                                 |                                   |
| 2015 | Raise the ToyGantic                     | Ted Greenley                              | Curta-Metragem                    |
| 2015 | Regular Show: O Filme                   | Gene (voz)                                |                                   |
| 2017 | Amityville: O Despertar                 | Dr. Milton                                |                                   |
| 2017 | Natal em El Camino                      | Xerife Bob Fuller                         |                                   |
| 2022 | Em Busca do Amanhã                      | Próprio                                   | Documentário                      |
| 2022 | A Incendiária                           | Dr. Joseph Wanless                        |                                   |

### Televisão
| Ano       | Título                                     | Papel                                      | Notas                                           |
| --------- | ------------------------------------------ | ------------------------------------------ | ----------------------------------------------- |
| 1980      | Soap - Tudo em Família                     | Homem na Lavandaria                        | 1 episódio                                      |
| 1980      | Eu e Maxx                                  | Dwayne                                     | Episódio "Some Are Savers"                      |
| 1980–1981 | Lou Grant                                  | DeGaetano / DeRopp / Capitão dos Bombeiros | 3 episódios                                     |
| 1983      | Os Renegados                               | Capitão Scanlon                            | 6 episódios                                     |
| 1984      | Os Soldados da Fortuna                     | Mr. Carson                                 | Episódio "The Battle of Bel Air"                |
| 1984      | Raio Azul                                  | Bill Spradley                              | Episódio "Revenge in the Sky"                   |
| 1984      | Riptide                                    | Merle Wilson                               | Episódio "The Orange Grove"                     |
| 1985      | Stir Crazy                                 | Bo Carter                                  | Episódio "The Ping Pong Caper"                  |
| 1985      | The Midnight Hour                          | Capitão Warren Jensen                      | Filme para Televisão                            |
| 1985      | Os Melhores Tempos                         | Sam Ballard                                | Episódio "Volleyball"                           |
| 1985      | The Paper Chase                            | Johnson                                    | Episódio "Security"                             |
| 1985      | É uma Vida                                 | Agente Sénior                              | Episódio "Hail to the Chef"                     |
| 1985      | Mensagens Mortais                          | Tenente Burton                             | Filme para Televisão                            |
| 1986      | Stingray                                   | Sargento Edward Fiddler                    | Episódio "Sometimes You Gotta Sing the Blues"   |
| 1986      | Norte e Sul                                | Coronel Hiram Berdan                       | Minissérie                                      |
| 1986      | Newhart                                    | Chet                                       | Episódio "Dick the Kid"                         |
| 1986      | O Presente de Natal                        | Jake Richards                              | Filme para televisão                            |
| 1987      | Rua Jump, 21                               | Spencer Phillips                           | 2 episódios                                     |
| 1987      | As Novas Aventuras de Beans Baxter         | Mr. Sue                                    | 5 episódios                                     |
| 1988      | It's Garry Shandling's Show                | Paul Bosgang                               | Episódio "Save the Planet"                      |
| 1989      | Nazismo - Os Anos de Pesadelo              | Dr. Joseph Goebbels                        | Minissérie                                      |
| 1990      | 12:01 PM                                   | Myron Castleman                            | Curta-Metragem para televisão                   |
| 1990      | O Famoso Teddy Z                           | Mel Barrett                                | Episódio "Loyalty"                              |
| 1993      | Farda e Coração                            | Barry Jenkins                              | Episódio "Be My Valentine"                      |
| 1993      | Big Wave Dave's                            | Jack Lord                                  | 6 episódios                                     |
| 1993–1996 | Eek! O Gato                                | General Galapagos (voz)                    |                                                 |
| 1993–1997 | Os Terríveis Thunderlizards                | General Galapagos (voz)                    |                                                 |
| 1994      | Justiça Roubada                            | Leonard Rosenglass                         | Filme para televisão                            |
| 1995      | 500 Nações                                 | (voz)                                      | 3 episódios                                     |
| 1996      | Ficheiros Secretos                         | Agente Bill Patterson                      | Episódio "Grotesque"                            |
| 1996      | Star Trek: Deep Space Nine                 | Thrax                                      | Episódio "Things Past"                          |
| 1997      | Homens de Negro: A Série                   | Agente H / Forbis (vozes)                  | 2 episódios                                     |
| 1997      | Star Trek: Voyager                         | Annorax                                    | Episódio "Year of Hell"                         |
| 1998      | Os Sete Magníficos                         | Coronel Emmett Anderson                    | Episódio "Ghosts of the Confederacy"            |
| 1998      | Heróis Sem Honra                           | General Westmoreland                       | Filme para televisão                            |
| 1998      | Patrulha de Segurança                      | Diretor Tromp                              | Filme para televisão                            |
| 1998–2006 | That '70s Show - Que Loucura de Família    | Red Forman                                 |                                                 |
| 1999      | 3º Calhau a Contar do Sol                  | Jacob Solomon                              | Episódio "Dick Solomon of the Indiana Solomons" |
| 1999      | Spawn                                      | Robert Sullivan (voz)                      | Episódio "Seed of the Hellspawn"                |
| 2001      | Gary &amp; Mike                            | Agente Dick (voz)                          |                                                 |
| 2001      | Batman do Futuro                           | Agente James Bennet (voz)                  | Episódio "Countdown"                            |
| 2001      | UC: Undercover                             | William Murphy                             | Episódio "Of Fathers and Sons"                  |
| 2001      | Liga da Justiça                            | Procurador (voz)                           | Episódio "In Blackest Night"                    |
| 2001–2002 | Projeto Zeta                               | Agente James Bennet (voz)                  |                                                 |
| 2002      | Fillmore!                                  | Mr. Gaiser (voz)                           | Episódio "To Mar a Stal"                        |
| 2002      | Todos Gostam do Raymond                    | Jogador de Basebol Famoso                  |                                                 |
| 2004      | A Vida é Injusta                           | Diretor Block                              | Episódio "Dirty Magazine"                       |
| 2004–2006 | As Aventuras Assustadoras de Billy e Mandy | Pai de Grim (voz)                          | 2 episódios                                     |
| 2005      | ChalkZone                                  | Próprio                                    |                                                 |
| 2005      | Robot Chicken                              | Várias Vozes                               | 2 episódios                                     |
| 2005      | Super Robot Monkey Team Hyperforce Go!     | Ciracus (voz)                              | Episódio "Girl Trouble"                         |
| 2006      | Manny Mãozinhas                            | Mr. Noodlander (voz)                       | Episódio "A Sticky Fix"                         |
| 2006–2007 | Rapaz Esquilo                              | Robert "Bob" Johnson (voz)                 |                                                 |
| 2006–2009 | Medium                                     | Agente Edward Cooper                       | 3 episódios                                     |
| 2007      | Psych - Agentes Especiais                  | Capitão Conners                            | Episódio "Forget Me Not"                        |
| 2007      | Dr. House                                  | Dr. Obyedkov                               | Episódio "Half-Wit"                             |
| 2007      | As Curtinhas de Joquinha Curtinha          | Supervisor de Faltas Fabian (voz)          | Episódio "Troy Ride"                            |
| 2008–2009 | Uma Semana do Pior                         | Dick Clayton                               | 16 episódios                                    |
| 2009      | 24                                         | Senador Blaine Mayer                       | 7 episódios                                     |
| 2009      | Family Guy                                 | Próprio (voz)                              | Episódio "Dog Gone"                             |
| 2009      | Titan Maximum                              | General de Mercúrio (voz)                  | 2 episódios                                     |
| 2010      | Vizinhos do Inferno                        | Don Killbride (voz)                        |                                                 |
| 2010      | Hospital de Crianças                       | Ben Hayflick                               | 2 episódios                                     |
| 2011      | Amor aos Pedaços                           | Ed Strathmore                              | Episódio "How To..."                            |
| 2011      | CHAOS                                      | H.J. Higgins                               | 13 episódios                                    |
| 2011      | Lanterna Verde: A Série Animada            | Shyir Rev (voz)                            | Episódio "Beware My Power"                      |
| 2012–2017 | Regular Show                               | Gene (voz)                                 |                                                 |
| 2012      | Dan Vs.                                    | Mecânico Mike (voz)                        | Episódio "Dan Vs. The Mechanic"                 |
| 2012      | Banda de Casamento                         | Hank Henderson                             | Episódio "I Don't Wanna Grow Up"                |
| 2012      | Robot e Monstro                            | Mr. Wheelie (voz)                          | 4 episódios                                     |
| 2013      | Prova de Vida                              | Earl Brown                                 | Episódio "Daddy Issues"                         |
| 2013–2014 | Beware the Batman                          | Tenente James Gordon (voz)                 |                                                 |
| 2014–2015 | Os Regressados                             | Henry Langston                             |                                                 |
| 2015      | Maron                                      | Tier 4                                     | Episódio "The Node"                             |
| 2015      | Rick e Morty                               | General Nathan (voz)                       | Episódio "Get Schwifty"                         |
| 2015      | Tim &amp; Eric's Bedtime Stories           | Pai Krang                                  | Episódio "Tornado"                              |
| 2015–2016 | Agente Carter                              | Vernon Masters                             |                                                 |
| 2015–2018 | Patriot                                    | Leslie Claret                              | 18 episódios                                    |
| 2016      | TripTank                                   | Treinador (voz)                            | Episódio "The D.O.N.G."                         |
| 2016–2017 | Porco Cabra Banana Grilo                   | Uva Passa Velha e Zangada (voz)            |                                                 |
| 2017–2020 | O Rancho                                   | Velho Peterson                             | Temporadas 2-4                                  |
| 2018      | F Is for Family                            | Stan Chilson (voz)                         | Episódio "Summer Vacation"                      |
| 2018      | Future Man                                 | Vise                                       | Episódio "The Binx Ultimatum"                   |
| 2019      | Perpetual Grace, LTD                       | Tio Dave                                   | Temporada 1                                     |
| 2019      | Defesa À Medida                            | Ted Tucker                                 | Episódio "Scenic Route"                         |
| 2019      | Harmonia Perfeita                          | Tinsley                                    | Episódio "It's Electric"                        |
| 2020      | Star Trek: Lower Decks                     | Klaar (voz)                                | Episódio "Veritas"                              |
| 2021      | O Legado de Júpiter                        | Velho Miller                               | Episódio "All the Devils Are Here"              |
| 2021      | Ultra City Smiths                          | Carpenter K. Smith (voz)                   |                                                 |
| 2022      | The Dropout: A História de uma Fraude      | David Boies                                |                                                 |
| 2023      | That '90s Show                             | Red Forman                                 |                                                 |

### Videojogos
| Ano  | Título                                | Papel          | Notas |
| ---- | ------------------------------------- | -------------- | ----- |
| 2001 | Fallout Tactics: Brotherhood of Steel | General Dekker |       |